# توکوگاوا ایه‌یاسو (رمان تاریخی)
توکوگاوا ایه‌یاسو (به ژاپنی: 徳川家康) یک رمان تاریخی نوشتهٔ یامائوکا سوهاچی است. این رمان ابتدا از سال ۱۹۵۰ تا سال ۱۹۶۷ در روزنامه چاپ می‌شد. پس از آن انتشارات کودانشا آن را در ۲۶ جلد به چاپ رساند. این کتاب پس از کتاب مردان خوش نیت (۲۷ جلد) نوشته ژول رومن طولانی‌ترین رمان جهان از نظر تعداد جلد است.